# Adetomyrma caudapinniger
Adetomyrma caudapinniger (del latín caudapinna "fin de la cola" y gero "tener", en referencia a su anatomía) es una especie de hormigas endémicas de Madagascar.
La especie fue descrita por Yoshimura y Fisher en 2012. Se conocen solo los machos. Las hormigas de esta especie son ciegas.